# Альстрёмериевые
Альстрёмериевые (лат. Alstroemeriaceae) — семейство однодольных цветковых растений порядка лилиецветных, включающее более двухсот пятидесяти видов в пяти родах.

## Общая информация
Название семейства образовано от названия рода Альстрёмерия (Alstroemeria) — этот род был назван Карлом Линнеем в честь своего ученика барона Класа Альстрёмера (швед. Clas Alströmer, 1736—1794), шведского ботаника, промышленника и мецената.
Естественный ареал семейства — Центральная и Южная Америка, Южная Африка.
Растения этого семейства — многолетние корневищные травы или травянистые лианы. Для всех видов характерно образование клубней.
Особенностью большинства представителей семейства является (ресупинация) — перекручивание черешка листа на 180°, так, что морфологически нижняя его сторона располагается сверху, а верхняя — снизу. Черешок первого листа сеянца у альстрёмерий также уже перевёрнут.
Самый известный род этого семейства — Альстрёмерия; представители этого рода считаются одними из самых красивых многолетников, выращиваемых на срезку. Альтрёмерии известны также под названиями перуанские лилии и лилии инков. Как декоративные красивоцветущие растения известны и бомареи. Альстрёмерии и бомареи применяются и в народной медицине.

## Классификация
В системе APG II (2003) семейство входит в состав порядка Лилиецветные (Liliales) (группа монокоты).
В системе классификации Кронквиста (1981) роды этого семейства включены в семейство Лилейные (Liliaceae).

## Роды
- Альстрёмерия (Alstroemeria). корневищные травы с прямыми стеблями, распространённые по всей Южной Америке. Встречаются альстрёмерии и в тропических лесах, и в пустынях (например, в пустыне Атакама в Чили), и в высокогорьях Боливии и Перу. Более пятидесяти видов.
- Бомарея (Bomarea). Лазающие растения, лианы длиной до пяти метров, произрастающие на лесных склонах, в зарослях кустарников. Более ста видов из Южной и Центральной Америки.
- Drymophila R.Br. — Дримофила. Два вида.
- Леонтохир (Leontochir). Единственный вид — травянистое растение с многочисленными прямыми стеблями высотой до одного метра, растущее в горах Чили.
- Шикенданция (Schickendantzia) (два вида, произрастающие в горах Аргентины; в настоящее время виды шикенданции обычно включают в род Альстрёмерия).